# Rodolfo Celletti

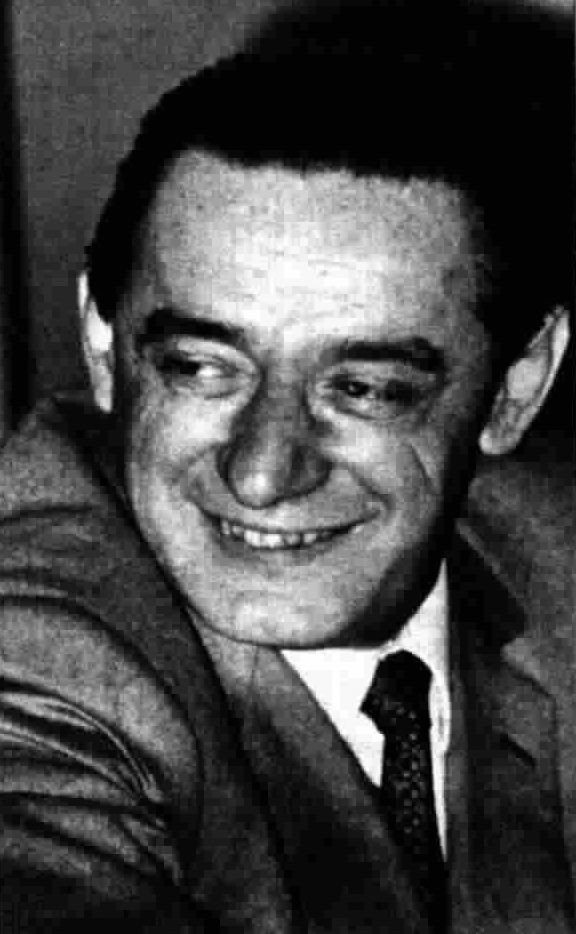
Rodolfo Celletti

Rodolfo Celletti (Roma, 1917 - 2004) fue un musicólogo, crítico musical, maestro de canto y novelista italiano. Está considerado uno de los principales estudiosos de la ópera, su historia e interpretación. Publicó a lo largo de su vida numerosos libros y artículos sobre temas musicales y varias novelas.

## Biografía
Nació en Roma el 13 de junio de 1917. Sirvió en el ejército de Italia desde 1937 hasta 1943, después de la Segunda Guerra Mundial se diplomó en derecho en la Universidad de Roma. Desarrolló su carrera como ejecutivo y hombre de negocios en Milan antes de dedicarse a la musicología y la crítica.
Durante muchos años fue crítico musical del semanario italiano Época y contribuyó regularmente a publicaciones como la Repubblica, L'opera, Nuova rivista musicale italiana, Opera y Amadeus.
Además de sus artículos en publicaciones especializada y en The New Grove Dictionary of Opera, publicó varios libros, entre ellos Le grandi voci (1964), considerado en su momento como la más completa obra biográfica y crítica sobre cantantes de ópera, también Storia del belcanto (1983), que ha sido traducido al inglés francés, alemán y checo.
De 1980 a 1993 fue el director artístico del Festival della Valle d'Itria en Martina Franca. Este festival representa óperas consideradas raras y otras pertenecientes al repertorio habitual pero en sus versiones originales, además de ofrecer oportunidades a jóvenes cantantes.
Falleció en octubre del año 2004, a los 87 años de edad. Un año después, en agosto de 2005, en el Festival della Valle d'Itria, se interpretó en su honor el Requiem de Cherubini

## Publicaciones
- Storia del belcanto, Discanto, 1983.
- Memorie d'un ascoltatore: Cronache musicali vere e immaginarie, Il Saggiatore, 1985.
- Il canto, Garzanti (Edizioni Speciali Vallardi), 1989
- Voce di tenore, IdeaLibri, 1989. ISBN 88-7082-127-7
- Storia dell'opera italiana, Garzanti, 2000. ISBN 88-479-0024-7

## Novelas
- Viale Bianca Maria, Feltrinelli, 1961 (también publicado en traducción al inglés como Marta, George Braziller, 1962, ISBN 0-8076-0177-2)
- Gli squadriglieri, Bompiani, 1975
- Tu che le vanità, Rizzoli, 1981
- L'infermiera inglese, Giunti, 1995. ISBN 88-09-20632-0